# Крила метелика
Крила метелика (фр. Le Battement D'ailes D'un Papillon) — українсько-французький фільм режисера Олександра Балагури, присвячений пам'яті двох друзів режисера, українського філософа і поета Володимира Карабута і Олександра Киземи. Назва фільму була обрана під впливом вірша Володимира Карабута.

## Опис
«Крила метелика» (фільм про незакінчений фільм) — українсько-французька стрічка, яка робилася спільно національними центрами кінематографії України та Франції, що отримала приз на фестивалі «Молодість» у 2008 році на позаконкурсній програмі «Панорама українського кіно».